# Silvana Flores
Silvana Flores Dorrell (Georgetown, Ontario, Canadá, 18 de abril de 2002) es una futbolista mexicana-canadiense con nacionalidad británica que juega como centrocampista en el Club Universidad Nacional  de la Liga MX Femenil, además juega para la selección femenina de México.

## Trayectoria
Flores nació en Canadá de madre canadiense de ascendencia inglesa y de padre mexicano, que fue futbolista, Rubén Flores. Creció en Georgetown, Ontario.

### Reading
Después de pasar un tiempo en las academias de Arsenal y Chelsea, Flores se unió a Reading en febrero de 2021.

### Tottenham Hotspur
En el verano previo a la temporada 2021-22 de la FA WSL, Flores se transfirió al Tottenham Hotspur.

### Rayadas de Monterrey
Firmó con el Club de Fútbol Monterrey Femenil de la Primera División Femenil de México el 16 de junio de 2022.

## Selección nacional

### Categorías inferiores

#### Sub-15
Cuando tenía 11 años, Flores se entrenó como jugadora invitada con la selección nacional femenina sub-15 de fútbol de las Islas Caimán, que entonces era entrenada por su padre. Posteriormente asistió a algunos campamentos de los programas juveniles de Canadá e Inglaterra. Para 2018, ya había elegido jugar para México a nivel internacional.

#### Sub-17
En 2018 se convirtió en subcampeona mundial después de alcanzar la gran final de la Copa Mundial Femenina Sub-17 disputada en Uruguay. La selección de México obtuvo la medalla de plata después de enfrentar a España en la final (1-2).
También disputó la Copa Sud Damas 2019 y el Campeonato Femenino Sub-20 de la Concacaf de 2020.

### Absoluta Mexicana
Hizo su debut absoluto el 23 de febrero de 2021 en un empate amistoso en casa 0-0 contra Costa Rica.

### Participaciones en fases finales
| Torneo                                     | Sede                       | Categoría | Resultado  | Partidos |
| ------------------------------------------ | -------------------------- | --------- | ---------- | -------- |
| Copa Mundial Femenina de Fútbol de 2018    | Uruguay                    | Sub-17    | Subcampeón | 6        |
| Campeonato Femenino de la Concacaf de 2018 | Estados Unidos y Nicaragua | Sub-17    | Subcampeón | 3        |
| Campeonato Femenino de la Concacaf de 2020 | República Dominicana       | Sub-20    | Subcampeón | 5        |
| Campeonato Femenino de la Concacaf de 2022 | República Dominicana       | Sub-20    | Subcampeón | 3        |

## Estadísticas

### Clubes
| Club                      | País       | Año           |
| ------------------------- | ---------- | ------------- |
| Reading                   | Inglaterra | 2021          |
| Tottenham Hotspur         | Inglaterra | 2021          |
| Monterrey                 | México     | 2022 - 2023   |
| Mazatlán                  | México     | 2023          |
| Pachuca                   | México     | 2024          |
| Club Universidad Nacional | México     | 2025-presente |

## Vida personal
Los hermanos de Flores, Marcelo y Tatiana, también forman parte de los programas juveniles masculino y femenino mexicanos, respectivamente.